# Algarve Sharks 2019
Questa voce raccoglie le informazioni riguardanti gli Algarve Sharks nelle competizioni ufficiali della stagione 2019.

## X Liga Portuguesa de Futebol Americano

### Regular season
| 5 gennaio 2019 | Algarve Sharks | 14 – 20 | Porto Mutts |  |

| 19 gennaio 2019 | Lisboa Navigators | 36 – 6 | Algarve Sharks |  |

| 2 febbraio 2019 | Algarve Sharks | 0 – 33 | Braga Warriors |  |

| 16 marzo 2019 | Cascais Crusaders | 54 – 14 | Algarve Sharks |  |

| 31 marzo 2019 | Algarve Sharks | 10 – 28 | Paredes Lumberjacks |  |

| 27 aprile 2019 | Lisboa Devils | 35 – 6 | Algarve Sharks |  |

## Statistiche di squadra
| Competizione | %Vittorie | In casa | In casa | In casa | In casa | In casa | In casa | In trasferta | In trasferta | In trasferta | In trasferta | In trasferta | In trasferta | Totale | Totale | Totale | Totale | Totale | Totale |
| Competizione | %Vittorie | G       | V       | N       | P       | Pf      | Ps      | G            | V            | N            | P            | Pf           | Ps           | G      | V      | N      | P      | Pf     | Ps     |
| ------------ | --------- | ------- | ------- | ------- | ------- | ------- | ------- | ------------ | ------------ | ------------ | ------------ | ------------ | ------------ | ------ | ------ | ------ | ------ | ------ | ------ |
| Campionato   | .500      | 3       | 0       | 0       | 3       | 24      | 81      | 3            | 0            | 0            | 3            | 26           | 125          | 6      | 0      | 0      | 6      | 50     | 206    |
| Totale       | .000      | 3       | 0       | 0       | 3       | 24      | 81      | 3            | 0            | 0            | 3            | 26           | 125          | 6      | 0      | 0      | 6      | 50     | 206    |